# (4688) 1980 WF
(4688) 1980 WF és un asteroide Amor descobert el 29 de novembre de 1980 per Charles T. Kowal en l'Observatori Palomar (Califòrnia, EUA)